# Francesco Caputo
Francesco Caputo, detto Ciccio (Altamura, 6 agosto 1987), è un ex calciatore italiano, di ruolo attaccante.
A livello di club ha vinto due volte il campionato di Serie B, nel 2008-2009 con il Bari e nel 2017-2018 con l'Empoli.

## Biografia
Dopo aver abbandonato gli studi da adolescente, nel 2021 ha deciso di riprendere il percorso scolastico, iscrivendosi all'istituto tecnico parificato "Alessandro Volta" di Bari: qui, l'anno successivo, ha sostenuto l'esame di maturità e conseguito il diploma di scuola superiore.

## Caratteristiche tecniche
Prima punta con uno spiccato senso del gol, spesso si sacrifica per la squadra muovendosi su tutto il fronte offensivo.

## Carriera

### Club

#### Gli inizi a Toritto, Altamura e Noicattaro
Dopo aver militato nei campionati dilettantistici pugliesi, prima al Toritto e poi all'Altamura, passa in Serie C2 tra le file del Noicattaro e alla sua prima e unica stagione segna 11 gol in 29 partite.

#### Bari, prestiti a Salernitana e Siena
Nel 2008 è ingaggiato dal Bari. Nella stagione 2008-2009, in Serie B, disputa 28 partite segnando 10 reti ottenendo la promozione in Serie A. In questa stagione riesce anche a segnare una tripletta contro il Grosseto. Nella stagione successiva non segue i biancorossi, restando sempre in serie cadetta e passando alla Salernitana: qui segna 6 gol in 36 partite mentre la sua squadra retrocede.
Al termine di questa stagione fa ritorno al Bari in Serie A, categoria nella quale esordisce il 3 ottobre 2010 in Genoa-Bari (2-1), subentrando al 68' a Paulo Vitor Barreto. Il primo gol della stagione arriva in Coppa Italia, il 28 ottobre, contro il Torino. Segna il primo gol in Serie A il 28 novembre 2010 nella partita Bari-Cesena (1-1). Quella è stata la sua unica rete in stagione dopo 12 partite visto che nella sessione invernale del calciomercato 2011 passa in prestito sino al termine della stagione al Siena, in serie B, guidato dal suo ex-allenatore Antonio Conte, dove in 13 partite segna 3 gol.

#### Ritorno a Bari

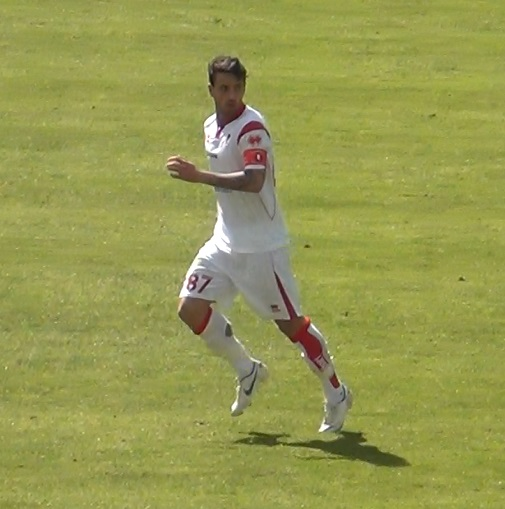
Caputo in azione al Bari nel 2012

Finito il prestito ritorna al Bari. Nelle prime 17 partite viene spesso relegato in panchina e segna solo una volta. Il 6 gennaio 2012 segna una doppietta nella partita terminata 2-2 contro il Gubbio. Il 20 gennaio 2012, con la partenza di Massimo Donati, viene nominato nuovo capitano della formazione biancorossa. Dopo la doppietta contro il Gubbio segna 6 gol in 6 partite. Finisce la stagione segnando 10 gol in 31 partite tra campionato e Coppa Italia.
Nella stagione 2012-2013 contribuisce alla salvezza della squadra siglando 17 reti in 36 partite. Durante la stagione 2013-2014 non scende mai in campo a causa della squalifica sul calcioscommesse; terminata la squalifica, torna titolare nella stagione 2014-2015, alla prima partita di campionato, dopo un anno lontano dai campi di gioco. Complessivamente con la maglia del Bari ha collezionato 150 presenze e 49 gol.

#### Virtus Entella
Il 31 agosto 2015 si trasferisce in prestito con diritto di riscatto alla Virtus Entella, squadra della città ligure di Chiavari riammessa in Serie B in seguito allo scandalo calcioscommesse. Segna il suo primo gol il 12 settembre in Entella-Cesena 2-1. Il 21 novembre in Entella-Lanciano 1-1 segna il suo quarto gol stagionale che è anche il 100º complessivo con i club. Segna 17 gol in 40 partite di campionato e la squadra arriva a un passo dai play-off. A fine stagione, il 23 giugno 2016 viene riscattato dai Diavoli neri. Il 1º aprile 2017 in Brescia-Entella 2-2 segna il suo 100º gol in campionato con club professionistici. In questo campionato segna 18 gol, quindi complessivamente con l'Entella in due stagioni ha messo insieme 82 presenze e 35 gol.
Lascia il club ligure nell'estate 2017, quando rifiuta la proposta di rinnovo del contratto poiché desideroso di cambiare squadra per puntare alla Serie A.

#### Empoli
Il 18 agosto 2017 viene ceduto all'Empoli per 2,8 milioni (più bonus). Mette a segno due doppiette di fila alla seconda e alla terza giornata contro Bari (3-2) e Palermo (3-3). Il 24 ottobre con la doppietta messa a segno contro il Pescara (3-1) raggiunge già la doppia cifra in stagione e tocca quota 100 gol in Serie B, diventando il quindicesimo calciatore a tagliare tale traguardo. Il 2 febbraio 2018 realizza una tripletta nella vittoria interna per 4-0 contro il Palermo. Al termine della stagione conquista la promozione nella massima serie, laureandosi capocannoniere del torneo con 26 reti.
Il 19 agosto successivo torna a giocare in Serie A, con la maglia degli azzurri, andando a segno dopo quasi otto anni dall'ultima volta, realizzando una marcatura nella vittoria casalinga 2-0 sul Cagliari.. Il 2 febbraio 2019 sigla la sua prima doppietta in massima serie nel 2-2 interno contro il Chievo. Al termine della stagione sigla 16 gol complessivi in 38 partite (ha modo di giocare 3420 minuti su 3420 ovvero il 100%).

#### Sassuolo
Retrocesso in Serie B con l'Empoli, torna a giocare nella massima serie venendo ingaggiato dal Sassuolo, che ufficializza il suo acquisto il 13 luglio 2019 per 7,5 milioni. Il 25 agosto, nel debutto in campionato con i neroverdi, va subito a segno, non evitando tuttavia la sconfitta in casa del Torino nel 2-1 finale per i granata. Il 22 settembre successivo, sigla la sua prima doppietta con la maglia neroverde nella partita vinta per 3-0 in casa contro la SPAL. L'8 novembre 2019 è decisiva una sua doppietta nella vittoria per 3-1 in casa dei neroverdi contro il Bologna. Si ripete il 1º febbraio 2020, siglando un'altra doppietta decisiva nella vittoria in casa per 4-2 contro la Roma. Il 15 luglio, grazie alla rete realizzata nel 3-3 casalingo contro la capolista Juventus, raggiunge quota 17 reti in campionato, superando il suo record di 16 marcature stabilito nella stagione precedente con la maglia empolese. Il 29 luglio seguente, grazie alla doppietta rifilata al Genoa (5-0), raggiunge quota 21 gol in campionato.
Il 24 maggio 2021 prolunga con il club emiliano fino al 2023. Chiude la stagione 2020-2021 con 11 gol e 8 assist.

#### Sampdoria
Il 31 agosto 2021 passa alla Sampdoria in prestito annuale con diritto di riscatto fissato a 2 milioni di euro. Segna i primi gol con la nuova maglia nella trasferta, vinta contro la sua ex squadra Empoli (0-3), valida per la quarta giornata di campionato.
Nel corso della sua prima stagione a Genova va in doppia cifra nei gol realizzati (11 in 36 gare), andando a segno nel Derby vinto 1-3 contro il Genoa il 10 dicembre 2021, e realizzando una doppietta nello scontro salvezza vinto in casa del Venezia il 20 marzo 2022.
Nella sua seconda stagione in terra ligure realizza un solo gol nella sconfitta per 2-1 contro il Verona, per poi essere ceduto nel mercato invernale.

#### Ritorno all'Empoli e ritiro
Il 2 gennaio 2023 fa ritorno all'Empoli con la formula del prestito con obbligo di riscatto in caso di salvezza. Sei giorni dopo segna subito la prima marcatura con i toscani, nel pareggio per 2-2 in casa della Lazio.
Nel 2023-2024 trova poco spazio a causa di problemi fisici. Nel corso della stagione realizza 3 gol. 
Il 26 agosto 2024 risolve consensualmente il contratto con la società toscana dopo aver totalizzato, nelle due esperienze, 119 presenze e 51 gol.
Il 28 gennaio 2025 annuncia il ritiro dall'attività agonistica.

### Nazionale
Il 27 agosto 2020 riceve la prima convocazione in nazionale maggiore. Il 7 ottobre 2020, a Firenze, esordisce con la maglia azzurra nell'amichevole contro la Moldavia, partita in cui segna anche il suo primo gol in nazionale: all'età di 33 anni e 2 mesi, è il secondo debuttante più anziano nella storia della selezione azzurra, dopo Emiliano Moretti, e il più anziano debuttante ad andare in rete.

## Controversie
Il 21 febbraio 2012 viene squalificato per 45 giorni dalla Commissione disciplinare nazionale, in quanto ritenuto responsabile di comportamenti in contrasto con le pattuizioni contrattuali ufficiali. Nell'agosto dello stesso anno viene iscritto, insieme ad altri suoi ex compagni del Bari, nel registro degli indagati dalla Procura di Bari per frode sportiva in riguardo ad alcune partite del Bari truccate in passato.
Il 6 giugno 2013 viene deferito per omessa denuncia per la partita Salernitana-Bari 3-2 del 2008-2009. Insieme ad altri 13 giocatori del Bari avrebbe incassato 7.000 euro da Luca Fusco e Massimo Ganci, avversari ed ex compagni proprio a Bari, per perdere la partita. Il 16 luglio seguente viene condannato in primo grado dalla Commissione Disciplinare Nazionale della FIGC a 3 anni e 6 mesi di squalifica, pena confermata, poi, anche in appello. Il 29 gennaio 2014, il TNAS riduce la squalifica al calciatore a un anno. Il 30 maggio 2016, nonostante la pesante richiesta della procura, viene assolto nel processo penale di Bari.

## Statistiche

### Presenze e reti nei club
| Stagione              | Squadra               | Campionato            | Campionato | Campionato | Coppe nazionali | Coppe nazionali | Coppe nazionali | Coppe continentali | Coppe continentali | Coppe continentali | Altre coppe | Altre coppe | Altre coppe | Totale | Totale | Totale |
| Stagione              | Squadra               | Comp                  | Pres       | Reti       | Comp            | Pres            | Reti            | Comp               | Pres               | Reti               | Comp        | Pres        | Reti        | Pres   | Reti   |        |
| --------------------- | --------------------- | --------------------- | ---------- | ---------- | --------------- | --------------- | --------------- | ------------------ | ------------------ | ------------------ | ----------- | ----------- | ----------- | ------ | ------ | ------ |
| 2005-2006             | Toritto               | Prom.                 | 20         | 14         | -               | -               | -               | -                  | -                  | -                  | -           | -           | -           | 20     | 14     |        |
| 2006-2007             | Altamura              | 2ª Cat.               | 30         | 12         | -               | -               | -               | -                  | -                  | -                  | -           | -           | -           | 30     | 12     |        |
| 2007-2008             | Noicattaro            | C2                    | 29         | 11         | CI-C            | 0               | 0               | -                  | -                  | -                  | -           | -           | -           | 29     | 11     |        |
| 2008-2009             | Bari                  | B                     | 27         | 10         | CI              | 1               | 0               | -                  | -                  | -                  | -           | -           | -           | 28     | 10     |        |
| 2009-2010             | Salernitana           | B                     | 36         | 6          | CI              | 2               | 1               | -                  | -                  | -                  | -           | -           | -           | 38     | 7      |        |
| 2010-gen. 2011        | Bari                  | A                     | 12         | 1          | CI              | 3               | 1               | -                  | -                  | -                  | -           | -           | -           | 15     | 2      |        |
| gen.-giu. 2011        | Siena                 | B                     | 14         | 3          | CI              | -               | -               | -                  | -                  | -                  | -           | -           | -           | 14     | 3      |        |
| 2011-2012             | Bari                  | B                     | 28         | 9          | CI              | 3               | 1               | -                  | -                  | -                  | -           | -           | -           | 31     | 10     |        |
| 2012-2013             | Bari                  | B                     | 36         | 17         | CI              | 1               | 0               | -                  | -                  | -                  | -           | -           | -           | 37     | 17     |        |
| 2013-2014             | Bari                  | B                     | 0          | 0          | CI              | 0               | 0               | -                  | -                  | -                  | -           | -           | -           | 0      | 0      |        |
| 2014-2015             | Bari                  | B                     | 38         | 10         | CI              | 0               | 0               | -                  | -                  | -                  | -           | -           | -           | 38     | 10     |        |
| Totale Bari           | Totale Bari           | Totale Bari           | 141        | 47         |                 | 8               | 2               |                    | -                  | -                  |             | -           | -           | 149    | 49     |        |
| 2015-2016             | Virtus Entella        | B                     | 40         | 17         | CI              | -               | -               | -                  | -                  | -                  | -           | -           | -           | 40     | 17     |        |
| 2016-2017             | Virtus Entella        | B                     | 40         | 18         | CI              | 1               | 0               | -                  | -                  | -                  | -           | -           | -           | 41     | 18     |        |
| lug.-ago. 2017        | Virtus Entella        | B                     | 0          | 0          | CI              | 1               | 0               | -                  | -                  | -                  | -           | -           | -           | 1      | 0      |        |
| Totale Virtus Entella | Totale Virtus Entella | Totale Virtus Entella | 80         | 35         |                 | 2               | 0               |                    | -                  | -                  |             | -           | -           | 82     | 35     |        |
| ago. 2017-2018        | Empoli                | B                     | 41         | 26         | CI              | -               | -               | -                  | -                  | -                  | -           | -           | -           | 41     | 26     |        |
| 2018-2019             | Empoli                | A                     | 38         | 16         | CI              | 1               | 0               | -                  | -                  | -                  | -           | -           | -           | 39     | 16     |        |
| 2019-2020             | Sassuolo              | A                     | 36         | 21         | CI              | 1               | 0               | -                  | -                  | -                  | -           | -           | -           | 37     | 21     |        |
| 2020-2021             | Sassuolo              | A                     | 25         | 11         | CI              | 0               | 0               | -                  | -                  | -                  | -           | -           | -           | 25     | 11     |        |
| lug.-ago. 2021        | Sassuolo              | A                     | 2          | 0          | CI              | 0               | 0               | -                  | -                  | -                  | -           | -           | -           | 2      | 0      |        |
| Totale Sassuolo       | Totale Sassuolo       | Totale Sassuolo       | 63         | 32         |                 | 1               | 0               |                    | -                  | -                  |             | -           | -           | 64     | 32     |        |
| ago. 2021-2022        | Sampdoria             | A                     | 36         | 11         | CI              | 2               | 0               | -                  | -                  | -                  | -           | -           | -           | 38     | 11     |        |
| 2022-gen. 2023        | Sampdoria             | A                     | 15         | 1          | CI              | 2               | 1               | -                  | -                  | -                  | -           | -           | -           | 17     | 2      |        |
| Totale Sampdoria      | Totale Sampdoria      | Totale Sampdoria      | 51         | 12         |                 | 4               | 1               |                    | -                  | -                  |             | -           | -           | 55     | 13     |        |
| gen.-giu. 2023        | Empoli                | A                     | 21         | 5          | CI              | 0               | 0               | -                  | -                  | -                  | -           | -           | -           | 21     | 5      |        |
| 2023-2024             | Empoli                | A                     | 20         | 3          | CI              | 1               | 1               | -                  | -                  | -                  | -           | -           | -           | 21     | 4      |        |
| lug.-ago. 2024        | Empoli                | A                     | 1          | 0          | CI              | 1               | 0               | -                  | -                  | -                  | -           | -           | -           | 2      | 0      |        |
| Totale Empoli         | Totale Empoli         | Totale Empoli         | 121        | 50         |                 | 3               | 1               |                    | -                  | -                  |             | -           | -           | 124    | 51     |        |
| Totale carriera       | Totale carriera       | Totale carriera       | 583        | 222        |                 | 20              | 5               |                    | -                  | -                  |             | -           | -           | 603    | 227    |        |

### Cronologia presenze e reti in nazionale
| Cronologia completa delle presenze e delle reti in nazionale ― Italia | Cronologia completa delle presenze e delle reti in nazionale ― Italia | Cronologia completa delle presenze e delle reti in nazionale ― Italia | Cronologia completa delle presenze e delle reti in nazionale ― Italia | Cronologia completa delle presenze e delle reti in nazionale ― Italia | Cronologia completa delle presenze e delle reti in nazionale ― Italia | Cronologia completa delle presenze e delle reti in nazionale ― Italia | Cronologia completa delle presenze e delle reti in nazionale ― Italia |
| Data                                                                  | Città                                                                 | In casa                                                               | Risultato                                                             | Ospiti                                                                | Competizione                                                          | Reti                                                                  | Note                                                                  |
| --------------------------------------------------------------------- | --------------------------------------------------------------------- | --------------------------------------------------------------------- | --------------------------------------------------------------------- | --------------------------------------------------------------------- | --------------------------------------------------------------------- | --------------------------------------------------------------------- | --------------------------------------------------------------------- |
| 7-10-2020                                                             | Firenze                                                               | Italia                                                                | 6 – 0                                                                 | Moldavia                                                              | Amichevole                                                            | 1                                                                     | 75’                                                                   |
| 11-10-2020                                                            | Danzica                                                               | Polonia                                                               | 0 – 0                                                                 | Italia                                                                | UEFA Nations League 2020-2021 - 1º turno                              | -                                                                     | 83’                                                                   |
| Totale                                                                |                                                                       | Presenze                                                              | 2                                                                     |                                                                       | Reti                                                                  | 1                                                                     |                                                                       |

## Palmarès

### Club
- Campionato italiano di Serie B: 2

Bari: 2008-2009
Empoli: 2017-2018

### Individuale
- Capocannoniere della Serie B: 1

2017-2018 (26 gol)